# Dasyuris euclidiata
Dasyuris euclidiata là một loài bướm đêm trong họ Geometridae.